# Antescofo
Antescofo est un logiciel musical de suivi de partition et de synchronisation musicale développé par Arshia Cont.
Le logiciel est utilisé pour la première fois en 2007 à l'IRCAM dans l'œuvre ...of silence de Marco Stroppa. 
Le logiciel est basé sur le langage informatique synchrone et est surtout utilisé pour des œuvres mixtes et interactives.

## Metronaut
En 2017, l'éditeur publie une application mobile (Metronaut) destinée au grand public, l'application propose un accompagnement musical pour les musiciens classiques.